# Моргантаун (Западна Вирџинија)
Моргантаун (енгл. Morgantown) град је у америчкој савезној држави Западна Вирџинија.

## Демографија
По попису из 2010. године број становника је 29.660, што је 2.851 (10,6%) становника више него 2000. године.
| Група             | 2000.          | 2010.          |
| Белци             | 23.740 (88,6%) | 26.083 (87,9%) |
| Афроамериканци    | 1.113 (4,2%)   | 1.205 (4,1%)   |
| Азијати           | 1.113 (4,2%)   | 1.021 (3,4%)   |
| Хиспаноамериканци | 412 (1,5%)     | 765 (2,6%)     |
| Укупно            | 26.809         | 29.660         |

## Партнерски градови
- Гванахуато
- Сјуџоу